# Oulu (província)
Oulu (finlandês: Oulun lääni, sueco: Uleåborgs län) foi uma das seis províncias da Finlândia de 1917 até 2009, sua capital era a cidade de Oulu. Ela faz fronteira com Lapônia, Finlândia Ocidental e Finlândia Oriental
8,8% dos finlandeses viviam na Província de Oulu em 2005. As maiores cidades, além da capital Oulu, são Kajaani, Raahe e Kuusamo.

## História
A província de Oulu foi a primeira a ser introduzida na Finlândia em 1775. Depois do Tratado de Fredrikshamn partes da Lapônia foi anexado à província e em 1922 Petsamo foi anexado à província. Finalmente, em 1936, Lapônia foi separada, constituindo uma nova província. 

## Regiões
A província de Oulu é dividida em 2 regiões:
- Ostrobothnia do Norte (Pohjois-Pohjanmaa/ Norra Österbotten)
- Kainuu (Kainuu/ Kajanaland).

As regiões da província de Oulu estão subdividida em 51 municípios, incluindo a capital Oulu.